# Coatepec Harinas
Coatepec Harinas est une ville et une municipalité de l'État de Mexico, au Mexique. Son nom original est Coauhtepetl, signifiant « colline serpent » en Nahuatl. Le nom « Harinas » a été ajouté en 1825 en raison d'une forte hausse de production de farine.
La ville couvre une superficie de 35,50 km2 et possède 252 555 habitants d'après le recensement de 2000. Son altitude varie entre 1 900 et 3 000 m.
La localité est située à la frontière sud de Nevado de Toluca, à environ 35 km au sud-sud-est de la ville de Toluca et à environ 27 km à l'ouest de Tenancingo. 

## Histoire
Les plus vieilles traces de l'établissement humain remontent entre les années 650 et 750.